# Södermanlands runinskrifter 83
Södermanlands runinskrifter 83 är en nu försvunnen vikingatida runsten, kanske en lockhäll, som under 1600-talet bildade tympanon i en romansk portal i västligaste delen av Tumbo kyrkas södra långhusvägg. Utanför portalen hade ett vapenhus tillagts redan under medeltiden.  
Stenen räknas bland Englandsstenarna.

## Inskriften
Translitterering av runraden:
[...an : truknaþi : i eklans : han...]
Normalisering till runsvenska:
[H]ann drunknaði i Ænglands ...
Översättning till nusvenska:
Han drunknade i Englands ...